# 貝倫 (新墨西哥州)
貝倫（英語：Belén）是一個位於美國新墨西哥州巴倫西亞縣的城市。

## 人口
根據2020年美國人口普查的數據，貝倫的面積為49.41平方千米，當中陸地面積為49.35平方千米，而水域面積為0.06平方千米。當地共有人口7360人，而人口密度為每平方千米149人。